# 10320 Reiland
10320 Reiland eller 1990 TR1 är en asteroid i huvudbältet som upptäcktes 14 oktober 1990 av den amerikanske astronomen Eleanor F. Helin vid Palomar-observatoriet. Den är uppkallad efter Charles Thomas Reiland.
Asteroiden har en diameter på ungefär 3 kilometer och den tillhör asteroidgruppen Vesta.